# Фернандо Єрро
Фернандо Єрро (ісп. Fernando Hierro, нар. 23 березня 1968, Велес-Малага) — іспанський футболіст, захисник, півзахисник. По завершенні ігрової кар'єри — спортивний функціонер і футбольний тренер. Під час чемпіонату світу 2018 року очолював тренерський штаб національної збірної Іспанії
Як гравець насамперед відомий виступами за «Реал Мадрид», а також національну збірну Іспанії.

## Клубна кар'єра
Народився 23 березня 1968 року в місті Велес-Малага. Вихованець футбольної школи клубу «Велес-Малага».
У дорослому футболі дебютував 1987 року виступами за «Реал Вальядолід», в якому провів два сезони, взявши участь у 57 матчах чемпіонату.
Своєю грою за цю команду привернув увагу представників тренерського штабу клубу «Реал Мадрид», до складу якого приєднався влітку 1989 року. Відіграв за королівський клуб наступні чотирнадцять сезонів своєї ігрової кар'єри. Більшість часу, проведеного у складі мадридського «Реала», був основним гравцем команди. За цей час п'ять разів виборював титул чемпіона Іспанії, став чотириразовим володарем Суперкубка Іспанії, триразовим переможцем Ліги чемпіонів УЄФА, дворазовим володарем Міжконтинентального кубка та володарем Суперкубка УЄФА.
Протягом сезону 2003—04 років захищав кольори катарського клубу «Аль-Раян».
Завершив професійну ігрову кар'єру у клубі «Болтон Вондерерз», за який виступав протягом сезону 2004—05 років.

## Виступи за збірну
20 вересня 1989 року дебютував в офіційних матчах у складі національної збірної Іспанії в товариській грі проти збірної Польщі, яка завершилась перемогою піренейців з рахунком 1-0.
У складі збірної був учасником чемпіонату світу 1990 року в Італії, чемпіонату світу 1994 року у США, чемпіонату Європи 1996 року в Англії, чемпіонату світу 1998 року у Франції, чемпіонату Європи 2000 року у Бельгії та Нідерландах і чемпіонату світу 2002 року в Японії і Південній Кореї.
Протягом кар'єри у національній команді, яка тривала 14 років, провів у формі головної команди країни 89 матчів, забивши 29 голів.

## Кар'єра тренера
У вересні 2007 року був призначений спортивним директором національної збірної Іспанії, пропрацював на цій позиції чотири роки.
Розпочав тренерську кар'єру 2014 року, увійшовши до тренерського штабу клубу «Реал Мадрид», де пропрацював з 2014 по 2015 рік.
2016 року став головним тренером команди «Реал Ов'єдо», тренував клуб з Ов'єдо один рік.
Наприкінці листопада 2017 року був повторно призначений спортивним директором національної збірної Іспанії, що готувалася до фінальної частини ЧС-2018.
13 червня 2018 року, напередодні старту світової першості, було повідомлено про звільнення головного тренера іспанської збірної Хулена Лопетегі через укладання ним попередньої угоди очолити після мундіалю тренерський штаб мадридського «Реала» попри подовження ним співпраці з Королівською іспанською футбольною федерацію лише трьома тижнями раніше. Керувати діями національної команди на чемпіонаті було доручено Єрро.
На світовій першості іспанці під його керівництвом виступили невдало — впевнено вийшовши до стадії плей-оф з першого місця у групі, вже на стадії 1/8 фіналу не змогли здолати опір господарів турніру, збірної Росії, і поступились у серії післяматчевих пенальті. Досвід роботи Єрро з національною збірною на посаді головного тренера обмежився цими чотирма іграми чемпіонату, адже за декілька днів після завершення її виступів на мундіалі він залишив цю посаду.

## Статистика

### Клуб
| Чемпіонат         | Чемпіонат          | Чемпіонат         | Ліга | Ліга | Кубок         | Кубок         | Кубок ліги            | Кубок ліги            | Континет. змаг. | Континет. змаг. | Всього | Всього |
| Сезон             | Клуб               | Ліга              | Ігри | Голи | Ігри          | Голи          | Ігри                  | Голи                  | Ігри            | Голи            | Ігри   | Голи   |
| Іспанія           | Іспанія            | Іспанія           | Ліга | Ліга | Кубок Іспанії | Кубок Іспанії | Кубок іспанської ліги | Кубок іспанської ліги | Європа          | Європа          | Всього | Всього |
| ----------------- | ------------------ | ----------------- | ---- | ---- | ------------- | ------------- | --------------------- | --------------------- | --------------- | --------------- | ------ | ------ |
| 1987–88           | «Реал Вальядолід»  | Ла Ліга           | 29   | 1    | 0             | 0             | –                     | –                     | –               | –               | 29     | 1      |
| 1988–89           | «Реал Вальядолід»  | Ла Ліга           | 29   | 2    | 0             | 0             | –                     | –                     | –               | –               | 29     | 2      |
| 1989–90           | «Реал Мадрид»      | Ла Ліга           | 37   | 7    | 5             | 0             | –                     | –                     | 4               | 0               | 46     | 7      |
| 1990–91           | «Реал Мадрид»      | Ла Ліга           | 35   | 7    | 3             | 0             | –                     | –                     | 5               | 1               | 43     | 8      |
| 1991–92           | «Реал Мадрид»      | Ла Ліга           | 37   | 21   | 7             | 3             | –                     | –                     | 9               | 2               | 53     | 26     |
| 1992–93           | «Реал Мадрид»      | Ла Ліга           | 33   | 13   | 8             | 0             | –                     | –                     | 6               | 5               | 47     | 18     |
| 1993–94           | «Реал Мадрид»      | Ла Ліга           | 34   | 10   | 3             | 0             | –                     | –                     | 4               | 1               | 41     | 11     |
| 1994–95           | «Реал Мадрид»      | Ла Ліга           | 33   | 7    | 2             | 0             | –                     | –                     | 5               | 0               | 40     | 7      |
| 1995–96           | «Реал Мадрид»      | Ла Ліга           | 31   | 7    | 4             | 0             | –                     | –                     | 5               | 1               | 40     | 8      |
| 1996–97           | «Реал Мадрид»      | Ла Ліга           | 39   | 6    | 6             | 2             | –                     | –                     | –               | –               | 45     | 8      |
| 1997–98           | «Реал Мадрид»      | Ла Ліга           | 28   | 3    | 2             | 0             | –                     | –                     | 10              | 3               | 40     | 6      |
| 1998–99           | «Реал Мадрид»      | Ла Ліга           | 28   | 6    | 4             | 1             | –                     | –                     | 8               | 1               | 40     | 8      |
| 1999–00           | «Реал Мадрид»      | Ла Ліга           | 20   | 5    | 2             | 0             | –                     | –                     | 14              | 2               | 36     | 7      |
| 2000–01           | «Реал Мадрид»      | Ла Ліга           | 29   | 5    | 1             | 0             | –                     | –                     | 13              | 1               | 43     | 6      |
| 2001–02           | «Реал Мадрид»      | Ла Ліга           | 30   | 5    | 5             | 0             | –                     | –                     | 14              | 0               | 49     | 5      |
| 2002–03           | «Реал Мадрид»      | Ла Ліга           | 25   | 0    | 1             | 1             | –                     | –                     | 12              | 0               | 38     | 1      |
| Катар             | Катар              | Катар             | Ліга | Ліга | Кубок         | Кубок         | Кубок Ліги            | Кубок Ліги            | Азія            | Азія            | Всього | Всього |
| 2003–04           | «Аль-Раян»         | Q-ліга            | 19   | 3    | –             | –             | –                     | –                     | –               | –               | 19     | 3      |
| Англія            | Англія             | Англія            | Ліга | Ліга | Кубок Англії  | Кубок Англії  | Кубок Футбольної Ліги | Кубок Футбольної Ліги | Європа          | Європа          | Всього | Всього |
| 2004–05           | «Болтон Вондерерз» | Прем'єр-ліга      | 29   | 1    | 0             | 0             | 0                     | 0                     | –               | –               | 29     | 1      |
| Всього            | Іспанія            | Іспанія           | 497  | 105  | 53            | 7             | –                     | –                     | 109             | 17              | 659    | 129    |
| Всього            | Катар              | Катар             | 19   | 3    | –             | –             | –                     | –                     | –               | –               | 19     | 3      |
| Всього            | Англія             | Англія            | 29   | 1    | 0             | 0             | 0                     | 0                     | –               | –               | 29     | 1      |
| Всього за кар'єру | Всього за кар'єру  | Всього за кар'єру | 545  | 109  | 53            | 7             | 0                     | 0                     | 109             | 17              | 707    | 133    |

### Збірна
Згідно з даними сайту rsssf.com
| Збірна Іспанії | Збірна Іспанії | Збірна Іспанії |
| Роки           | Ігри           | Голи           |
| -------------- | -------------- | -------------- |
| 1989           | 2              | 0              |
| 1990           | 1              | 1              |
| 1991           | 4              | 0              |
| 1992           | 6              | 3              |
| 1993           | 6              | 2              |
| 1994           | 13             | 2              |
| 1995           | 7              | 3              |
| 1996           | 9              | 2              |
| 1997           | 6              | 2              |
| 1998           | 7              | 3              |
| 1999           | 6              | 5              |
| 2000           | 9              | 2              |
| 2001           | 7              | 2              |
| 2002           | 6              | 2              |
| Всього         | 89             | 29             |

#### Матчі за збірну (1995—2002)
| Дата       | Місто                  | Господарі         | Результат          | Гості                | Турнір                | Голи | Примітки     |
| ---------- | ---------------------- | ----------------- | ------------------ | -------------------- | --------------------- | ---- | ------------ |
| 18-01-1995 | Ла-Корунья             | Іспанія           | 2 – 2              | Уругвай              | товариський матч      | -    | 55'          |
| 22-02-1995 | Херес-де-ла-Фронтера   | Іспанія           | 0 – 0              | Німеччина            | товариський матч      | -    | 34'          |
| 29-03-1995 | Севілья                | Іспанія           | 1 – 1              | Бельгія              | Відбір до ЧЄ 1996     | -    | 59'          |
| 07-06-1995 | Севілья                | Іспанія           | 1 – 0              | Вірменія             | Відбір до ЧЄ 1996     | 1    |              |
| 06-09-1995 | Гранада                | Іспанія           | 6 – 0              | Кіпр                 | Відбір до ЧЄ 1996     | 1    |              |
| 20-09-1995 | Мадрид                 | Іспанія           | 2 – 1              | Аргентина            | товариський матч      | -    | 46'          |
| 11-10-1995 | Копенгаген             | Данія             | 1 – 1              | Іспанія              | Відбір до ЧЄ 1996     | 1    |              |
| 07-02-1996 | Лас-Пальмас            | Іспанія           | 1 – 0              | Норвегія             | товариський матч      | -    | кап. 46'     |
| 24-04-1996 | Осло                   | Норвегія          | 0 – 0              | Іспанія              | товариський матч      | -    | 53'          |
| 09-06-1996 | Лідс                   | Болгарія          | 1 – 1              | Іспанія              | ЧЄ 1996 - 1-й етап    | -    |              |
| 15-06-1996 | Лідс                   | Франція           | 1 – 1              | Іспанія              | ЧЄ 1996 - 1-й етап    | -    |              |
| 18-06-1996 | Лідс                   | Румунія           | 1 – 2              | Іспанія              | ЧЄ 1996 - 1-й етап    | -    |              |
| 22-06-1996 | Лондон                 | Іспанія           | 0 – 0 (2 - 4 п.п.) | Англія               | ЧЄ 1996 - чвертьфінал | -    |              |
| 04-09-1996 | Тофтір                 | Фарерські острови | 2 – 6              | Іспанія              | Відбір до ЧС 1998     | 1    |              |
| 09-10-1996 | Прага                  | Чехія             | 0 – 0              | Іспанія              | Відбір до ЧС 1998     | -    |              |
| 13-11-1996 | Санта-Крус-де-Тенерифе | Іспанія           | 4 – 1              | Словаччина           | Відбір до ЧС 1998     | 1    | 75'          |
| 12-02-1997 | Аліканте               | Іспанія           | 4 – 0              | Мальта               | Відбір до ЧС 1998     | -    | 46'          |
| 30-04-1997 | Белград                | Югославія         | 1 – 1              | Іспанія              | Відбір до ЧС 1998     | 1    | 15'          |
| 08-06-1997 | Вальядолід             | Іспанія           | 1 – 0              | Чехія                | Відбір до ЧС 1998     | 1    |              |
| 24-09-1997 | Братислава             | Словаччина        | 1 – 2              | Іспанія              | Відбір до ЧС 1998     | -    |              |
| 11-10-1997 | Хіхон                  | Іспанія           | 3 – 1              | Фарерські острови    | Відбір до ЧС 1998     | -    | 57'          |
| 19-11-1997 | Пальма (місто)         | Іспанія           | 1 – 1              | Румунія              | товариський матч      | -    | 46'          |
| 25-03-1998 | Віго                   | Іспанія           | 4 – 0              | Швеція               | товариський матч      | -    | 46'          |
| 13-06-1998 | Нант                   | Іспанія           | 2 – 3              | Нігерія              | ЧС 1998 - 1-й етап    | 1    |              |
| 19-06-1998 | Сент-Етьєн             | Іспанія           | 0 – 0              | Парагвай             | ЧС 1998 - 1-й етап    | -    |              |
| 24-06-1998 | Ланс                   | Іспанія           | 6 – 1              | Болгарія             | ЧС 1998 - 1-й етап    | 1    |              |
| 05-09-1998 | Лімасол                | Кіпр              | 3 – 2              | Іспанія              | Відбір до ЧЄ 2000     | -    | кап.         |
| 23-09-1998 | Гранада                | Іспанія           | 1 – 0              | Росія                | товариський матч      | -    | кап. 90'     |
| 14-10-1998 | Тель-Авів-Яфо          | Ізраїль           | 1 – 2              | Іспанія              | Відбір до ЧЄ 2000     | 1    | кап. 12'     |
| 27-03-1999 | Валенсія               | Іспанія           | 9 – 0              | Австрія              | Відбір до ЧЄ 2000     | 1    | кап. 82'     |
| 05-05-1999 | Севілья                | Іспанія           | 3 – 1              | Хорватія             | товариський матч      | 1    | кап. 56' 85' |
| 05-06-1999 | Віла-Реал (Іспанія)    | Іспанія           | 9 – 0              | Сан-Марино           | Відбір до ЧЄ 2000     | 1    | кап.         |
| 04-09-1999 | Відень                 | Австрія           | 1 – 3              | Іспанія              | Відбір до ЧЄ 2000     | 1    | кап.         |
| 08-09-1999 | Бадахос                | Іспанія           | 8 – 0              | Кіпр                 | Відбір до ЧЄ 2000     | 1    | кап.         |
| 10-10-1999 | Альбасете              | Іспанія           | 3 – 0              | Ізраїль              | Відбір до ЧЄ 2000     | -    | кап. 22'     |
| 26-01-2000 | Картахена              | Іспанія           | 3 – 0              | Польща               | товариський матч      | -    |              |
| 23-02-2000 | Спліт                  | Хорватія          | 0 – 0              | Іспанія              | товариський матч      | -    | кап. 17' 46' |
| 03-06-2000 | Гетеборг               | Швеція            | 1 – 1              | Іспанія              | товариський матч      | -    | кап. 46'     |
| 07-06-2000 | Люксембург             | Люксембург        | 0 – 1              | Іспанія              | товариський матч      | -    | 60'          |
| 13-06-2000 | Роттердам              | Іспанія           | 0 – 1              | Норвегія             | ЧЄ 2000 - 1-й етап    | -    | кап.         |
| 18-06-2000 | Амстердам              | Словенія          | 1 – 2              | Іспанія              | ЧЄ 2000 - 1-й етап    | -    | кап.         |
| 07-10-2000 | Мадрид                 | Іспанія           | 2 – 0              | Ізраїль              | Відбір до ЧС 2002     | 1    | кап.         |
| 11-10-2000 | Відень                 | Австрія           | 1 – 1              | Іспанія              | Відбір до ЧС 2002     | -    | кап.         |
| 15-11-2000 | Севілья                | Іспанія           | 1 – 2              | Нідерланди           | товариський матч      | 1    | кап. 76'     |
| 24-03-2001 | Аліканте               | Іспанія           | 5 – 0              | Ліхтенштейн          | Відбір до ЧС 2002     | 1    | кап.         |
| 28-03-2001 | Валенсія               | Іспанія           | 2 – 1              | Франція              | товариський матч      | -    | кап. 48'     |
| 02-06-2001 | Ов'єдо                 | Іспанія           | 4 – 1              | Боснія і Герцеговина | Відбір до ЧС 2002     | 1    | кап.         |
| 06-06-2001 | Тель-Авів-Яфо          | Ізраїль           | 1 – 1              | Іспанія              | Відбір до ЧС 2002     | -    | кап.         |
| 01-09-2001 | Валенсія               | Іспанія           | 4 – 0              | Австрія              | Відбір до ЧС 2002     | -    | кап.         |
| 05-09-2001 | Вадуц                  | Ліхтенштейн       | 0 – 2              | Іспанія              | Відбір до ЧС 2002     | -    | кап. 46'     |
| 14-11-2001 | Уельва                 | Іспанія           | 1 – 0              | Мексика              | товариський матч      | -    | кап.         |
| 27-03-2002 | Роттердам              | Нідерланди        | 1 – 0              | Іспанія              | товариський матч      | -    | кап. 46'     |
| 17-04-2002 | Белфаст                | Північна Ірландія | 0 – 5              | Іспанія              | товариський матч      | -    | кап. 73'     |
| 02-06-2002 | Кванджу                | Іспанія           | 3 – 1              | Словенія             | ЧС 2002 - 1-й етап    | 1    | кап.         |
| 07-06-2002 | Чонджу                 | Іспанія           | 3 – 1              | Парагвай             | ЧС 2002 - 1-й етап    | 1    | кап.         |
| 16-06-2002 | Сувон                  | Іспанія           | 1 – 1 (3 - 2 п.п.) | Ірландія             | ЧС 2002 - 1/8 фіналу  | -    | кап. 89'     |
| 22-06-2002 | Кванджу                | Іспанія           | 0 – 0 (3 - 5 п.п.) | Південна Корея       | ЧС 2002 - чвертьфінал | -    | кап.         |
| Усього     |                        | Матчів            | 57                 |                      | Голів                 | 21   |              |

## Титули і досягнення
- Чемпіон Іспанії (5):

«Реал Мадрид»: 1989–90, 1994–95, 1996–97, 2000–01, 2002–03,
- Володар Кубка Іспанії з футболу (1):

«Реал Мадрид»: 1992–93
- Володар Суперкубка Іспанії (4):

«Реал Мадрид»: 1990, 1993, 1997, 2001
- Переможець Ліги чемпіонів УЄФА (3):

«Реал Мадрид»: 1997–98, 1999–00, 2001–02
- Володар Міжконтинентального кубка (2):

«Реал Мадрид»: 1998, 2002
- Володар Суперкубка УЄФА (1):

«Реал Мадрид»: 2002